# Philippe Djian

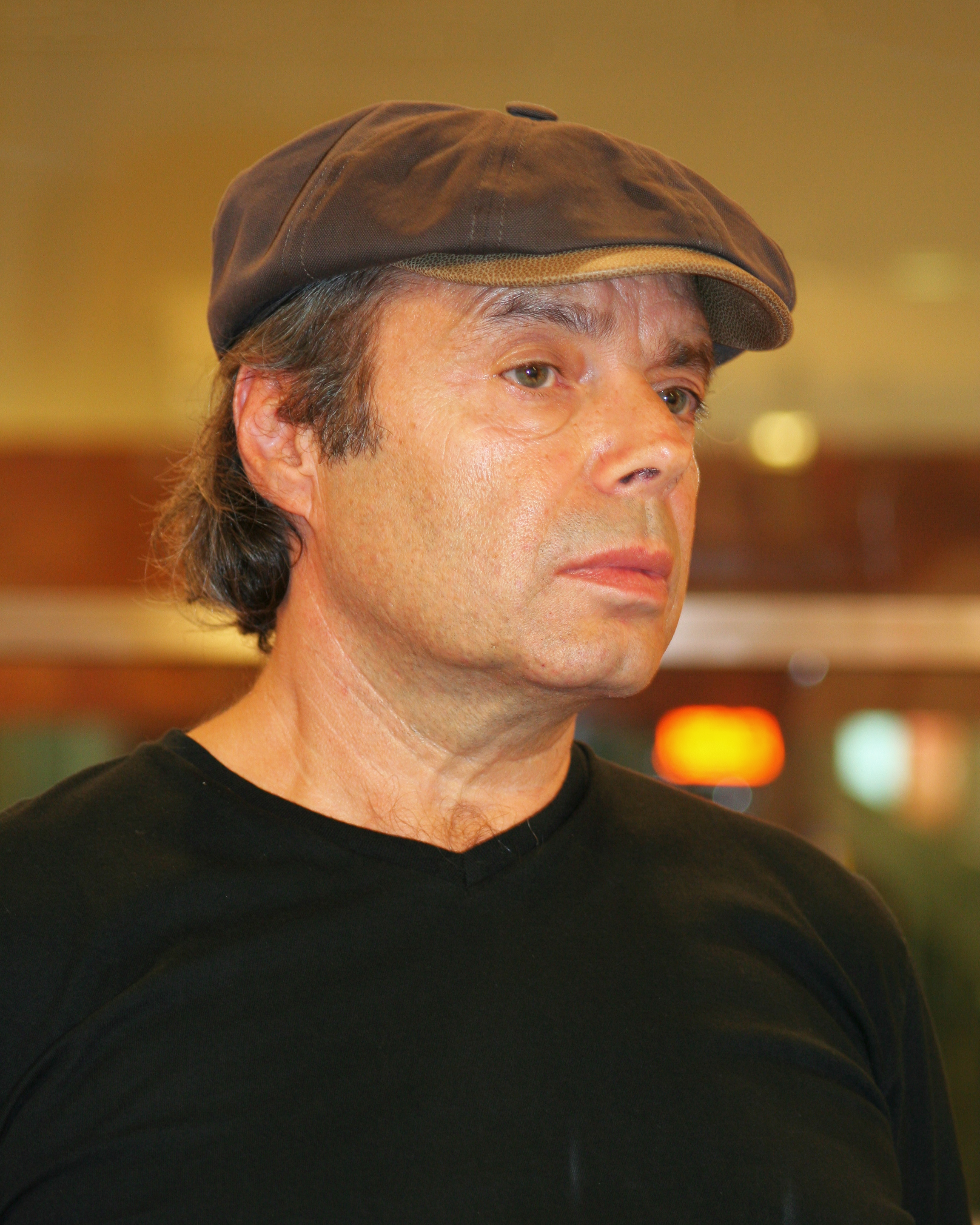
Philippe Djian 2009 bei der Präsentation seines Buches Doggy Bag

Philippe Djian (* 3. Juni 1949 in Paris) ist ein französischer Schriftsteller.

## Leben
Djians armenischer Vater arbeitete als Schaufensterdekorateur, seine Mutter war Hausfrau. Er hat zwei Brüder. Djian wuchs in Paris auf, wo er von 1955 bis 1968 die Schule, unter anderem das Lycée Turgot, besuchte. Als Teenager hatte Djian einen Ferienjob bei seinem heutigen Verlag Gallimard. Im folgenden Jahr studierte Djian Literaturwissenschaft an der Universität Paris VIII in Vincennes und besuchte eine Schule für Journalismus, brach aber beides nach einigen Monaten ab. Danach arbeitete er zwei Monate in Le Havre in der Hoffnung, auf einem Schiff nach Südamerika anheuern zu können. Da ihm dies jedoch nicht gelang, kaufte er sich stattdessen von seinem Verdienst ein Flugticket nach New York. Dort arbeitete Djian ein halbes Jahr lang für die Librairie française im Rockefeller Center und reiste dann doch noch nach Südamerika, nämlich nach Kolumbien. Dort arbeitete er als Journalist für die französische Presse, jedoch ohne Erfolg. Daraufhin gab er den Journalismus auf und kehrte nach Frankreich zurück.
Hier arbeitete Djian zunächst als Lektor für den Verlag Détective, dann als Buchhändler, gefolgt von einer Reihe von Gelegenheitsjobs. 1973 lernte Djian Anne-Marie Angevin kennen, eine französische Malerin, die den Künstlernamen Année verwendet. Nach der Geburt des ersten Sohnes im Jahr darauf begann Djian mit dem literarischen Schreiben. 1978 stellte er sein erstes Buch mit Erzählungen unter dem französischen Titel 50 contre 1 fertig, das jedoch erst 1981 veröffentlicht wurde, nachdem es von mehreren Verlegern mit teils abfälligen Bemerkungen abgelehnt worden war. Seinen Durchbruch als Schriftsteller feierte Djian mit dem Buch Betty Blue – 37,2 Grad am Morgen im Jahr 1985, das ihn weltweit bekannt machte und außerdem erfolgreich verfilmt wurde. Seit 1989 schreibt er auch regelmäßig Chansontexte für den Schweizer Sänger Stephan Eicher. Ab den frühen 2000er Jahren übersetzte er mehrere englischsprachige Theaterstücke ins Französische. Im Jahr 2008 veröffentlichte er sein bisher einziges eigenes Theaterstück Lui, das 2010 auch in Form eines von Jean-Philippe Peyraud gezeichneten Comics herausgegeben wurde. 2012 erhielt er für den Roman Oh... den Prix Interallié.
Djians Leben ist geprägt von zahlreichen Wohnortwechseln. Nach eigenen Angaben lebte er nie länger als fünf Jahre am selben Ort. Mit Année, die er 1993 geheiratet hat, hat er drei Kinder. Das älteste ist der Sohn Loïc, dem der Vater das Buch Rückgrat widmete. Der Tochter Clara widmete er den Roman Pas de deux und der Tochter Lou-Anne den Roman Matador.

## Stil
Djians literarische Vorbilder sind Richard Brautigan, Henry Miller, Jack Kerouac und Jerome David Salinger. Er stellt sich bewusst in die Tradition moderner amerikanischer Literatur und hat in diesem Zusammenhang gesagt: „Mir geht es nur um Stil und Sprache, weil ich keine Message habe, die ich weitergeben will.“ Als er zu lesen begann, seien die zeitgenössischen französischen Autoren nicht sonderlich interessant gewesen, weil sie sich nicht mit dem wirklichen Leben beschäftigten, wie es zahlreiche amerikanische Autoren zu dieser Zeit taten. Djians Stil ist gekennzeichnet von einem ausgefeilten Purismus und einer Schnelligkeit, mit denen er sich gegen den etablierten Literatursalon stellte. Er verwendet gern Wörter der Umgangssprache und pflegt einen flüssigen, abwechslungsreichen Satzbau. In mehreren seiner Romane ist der Ich-Erzähler ein Autor, der hartnäckig an seinem Schreibstil arbeitet: „Frag dich nicht, warum du schreibst und für wen, aber schreibe stattdessen, als ob jeder Satz dein letzter sein könnte.“

## Werke
| Original                      | Art                                       | Jahr      | Deutsche Ausgabe                 | Übersetzung        | Jahr |
| ----------------------------- | ----------------------------------------- | --------- | -------------------------------- | ------------------ | ---- |
| 50 contre 1                   | Erzählungen                               | 1981      | 100 zu 1                         | Michael Mosblech   | 2008 |
| Bleu comme l’enfer            | Roman                                     | 1982      | Blau wie die Hölle               | Michael Mosblech   | 1990 |
| Zone érogène                  | Roman                                     | 1984      | Erogene Zone                     | Michael Mosblech   | 1987 |
| 37,2° le matin                | Roman                                     | 1985      | Betty Blue – 37,2 Grad am Morgen | Michael Mosblech   | 1986 |
| Maudit manège                 | Roman                                     | 1986      | Verraten und Verkauft            | Michael Mosblech   | 1988 |
| Echine                        | Roman                                     | 1988      | Rückgrat                         | Michael Mosblech   | 1991 |
| Crocodiles                    | Erzählungen                               | 1989      | Krokodile                        | Michael Mosblech   | 1993 |
| Lent dehors                   | Roman                                     | 1991      | Pas de deux                      | Michael Mosblech   | 1994 |
| Lorsque Lou                   | Erzählung                                 | 1992      |                                  |                    |      |
| Bram van Velde                | Erzählung                                 | 1993      |                                  |                    |      |
| Sotos                         | Roman                                     | 1993      | Matador                          | Ulrich Hartmann    | 1993 |
| Assassins                     | Roman                                     | 1994      | Ich arbeitete für einen Mörder   | Ulrich Hartmann    | 1996 |
| Aspirine                      | Novelle                                   | 1996      |                                  |                    |      |
| Mauvais rebonds               | Novelle                                   | 1996      |                                  |                    |      |
| Criminels                     | Roman                                     | 1996      | Kriminelle                       | Ulrich Hartmann    | 1998 |
| Pornographie                  | Artikel                                   | 1998      |                                  |                    |      |
| Il dit que c’est difficile    | Erzählung (Neuausgabe von Bram van Velde) | 1998      |                                  |                    |      |
| Sainte-Bob                    | Roman                                     | 1998      | Heißer Herbst                    | Ulrich Hartmann    | 1999 |
| Vers chez les blancs          | Roman                                     | 2000      | Schwarze Tage, weiße Nächte      | Uli Wittmann       | 2002 |
| Ardoise                       | Essays                                    | 2002      | In der Kreide                    | Uli Wittmann       | 2004 |
| Ça c’est un baiser            | Roman                                     | 2002      | Sirenen                          | Uli Wittmann       | 2003 |
| Frictions                     | Novelle                                   | 2003      | Reibereien                       | Uli Wittmann       | 2005 |
| Impuretés                     | Roman                                     | 2005      | Die Frühreifen                   | Uli Wittmann       | 2006 |
| Doggy bag: Saison 1–6         | Roman                                     | 2005–2008 | Doggy Bag 1–6                    | Uli Wittmann       | 2009 |
| Mise en bouche                | Comic                                     | 2008      |                                  |                    |      |
| Impardonnables                | Roman                                     | 2009      | Die Leichtfertigen               | Uli Wittmann       | 2011 |
| Lui                           | Comic                                     | 2010      |                                  |                    |      |
| Incidences                    | Roman                                     | 2010      | Die Rastlosen                    | Oliver Ilan Schulz | 2012 |
| Vengeances                    | Roman                                     | 2011      | Wie die wilden Tiere             | Oliver Ilan Schulz | 2013 |
| „Oh…“                         | Roman                                     | 2012      | Oh…                              | Oliver Ilan Schulz | 2014 |
| Love song                     | Roman                                     | 2013      |                                  |                    |      |
| Chéri-Chéri                   | Roman                                     | 2014      |                                  |                    |      |
| Dispersez-vous, ralliez-vous! | Roman                                     | 2016      |                                  |                    |      |
| Marlène                       | Roman                                     | 2017      | Marlène                          | Norma Cassau       | 2018 |
| A l'aube                      | Roman                                     | 2018      | Morgengrauen                     | Norma Cassau       | 2020 |
| Les inéquitables              | Roman                                     | 2019      | Die Ruchlosen                    | Norma Cassau       | 2021 |
| 2030                          | Roman                                     | 2020      | Ein heißes Jahr                  | Norma Cassau       | 2023 |
| Double Nelson                 | Roman                                     | 2021      |                                  |                    |      |
| Sans compter                  | Roman                                     | 2023      |                                  |                    |      |
| Faites vos jeux               | Roman                                     | 2024      |                                  |                    |      |

Alle deutschen Übersetzungen sind im Diogenes Verlag erschienen.

## Auszeichnungen
- 2009: Prix Jean Freustié für Impardonnables
- 2012: Prix Interallié für "Oh..."

## Verfilmungen
Literarische Vorlage
- 1986: Betty Blue – 37,2 Grad am Morgen (37,2 °C le matin) – Regie: Jean-Jacques Beineix
- 1986: Das Blau der Hölle (Bleu comme l’enfer) – Regie: Yves Boisset
- 2011: Impardonnables – Regie: André Téchiné
- 2013: Liebe ist das perfekte Verbrechen (L’amour est un crime parfait) – Regie: Arnaud Larrieu und Jean-Marie Larrieu
- 2013: Krokodil – Regie: Urs Egger
- 2016: Elle – Regie: Paul Verhoeven

Drehbuch
- 2004: Lass das sein (Ne fais pas ça) – Regie: Luc Bondy